# Tina Dalakishvili
Tinatin (Tina) Dalakishvili (en georgiano: თინათინ (თინა) დალაქიშვილი, nacida el 2 de febrero de 1991 en Tiflis) es una actriz y modelo georgiana.

## Biografía
Nacida el 2 de febrero de 1991 en Tiflis, su nombre se traduce del georgiano como Rayo de Sol. De profesión es paisajista. Ella no ha tenido educación actoral.
A la edad de 17 años comenzó una carrera como modelo. Protagonizó varios comerciales, donde los directores de cine georgianos la notaron. También actuó en varios cortometrajes. En 2010 debutó en el largometraje de suspenso Season, dirigido por Dato Borchkhadze. Su  primer papel famoso fue el papel de Lesya en la comedia romántica de Rezo Gigineishvili Love with an Accent. Dalakishvili se metió en el proyecto casi en el último momento, ya que inicialmente Oksana Akinshina iba a interpretar a Lesya.
En la película, la directora Anna Melikian la notó, quien voló personalmente para reunirse con la joven actriz en Georgia. En la película de Melikian Star, Tina tuvo un papel importante.
Se hizo conocida en el extranjero gracias a la distribución de la película de ciencia ficción/fantasía en inglés de 2019 Abigail, en la que Dalakishvili interpreta el papel principal. También protagonizó la película de acción Extraction 2 del 2023.

## Vida personal
Desde 2019, Tinatin vive con su pareja Nikusha Antadze.